# Hans G. Conrad

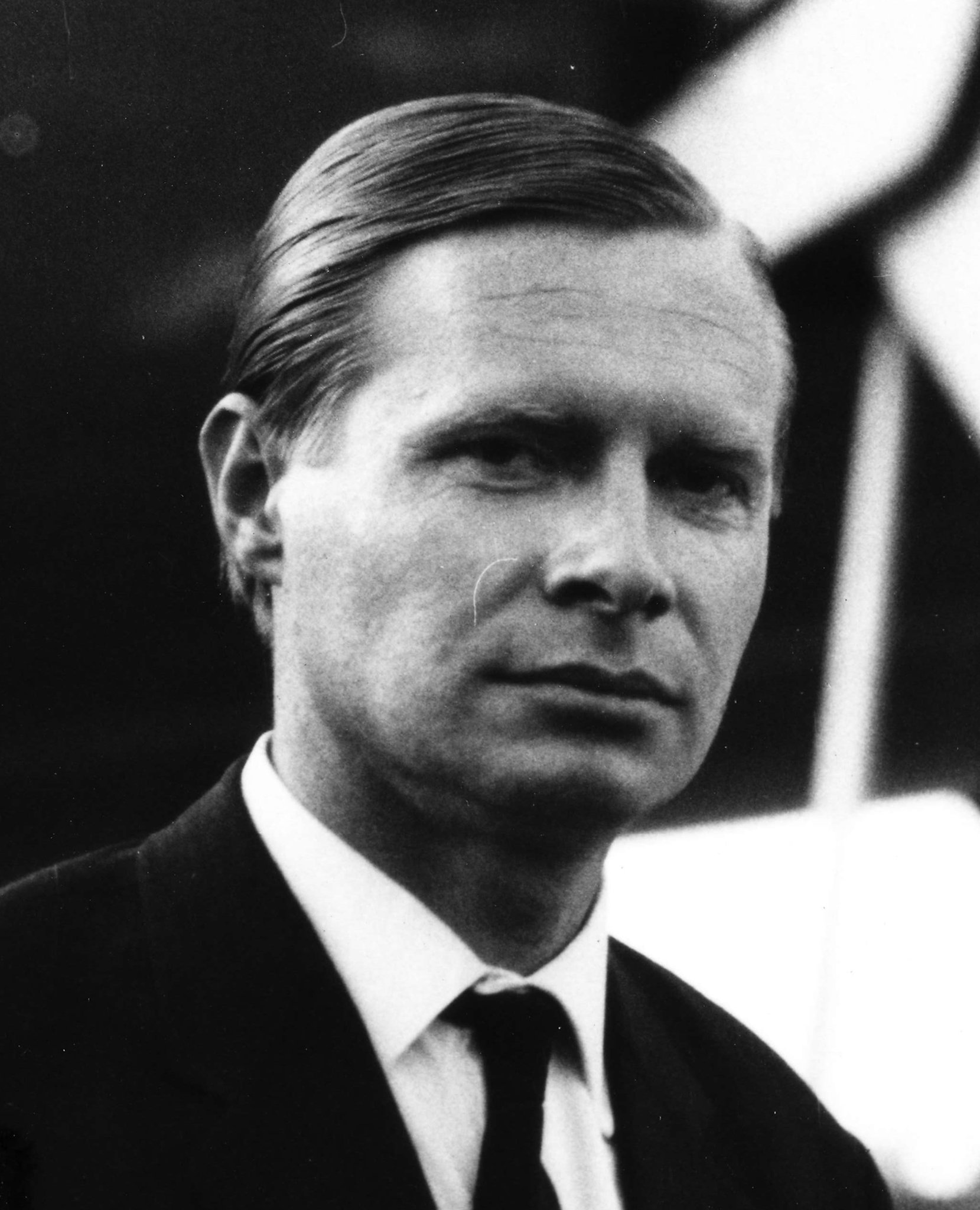
Hans G. Conrad, porträtiert im April 1964

Hans G. Conrad (* 11. Juni 1926 in Remetschwil als Johann Gerold Konrad; † 26. Dezember 2003 in Köln) war ein einflussreicher Fotograf und Designer des 20. Jahrhunderts.

## Leben und Werk
Hans G. Conrad wuchs in einfachen Verhältnissen auf und absolvierte die Werkschule von Brown, Boveri & Cie. im schweizerischen Baden. Ende der 1940er Jahre geriet er in Zürich in Kontakt mit dem Künstler, Architekten, Designer und Publizisten Max Bill. Conrad arbeitete für Bill, als dieser den Auftrag hatte, den Schweizer Pavillon auf der Mailänder Triennale 1951 zu entwerfen. In dieser Zeit arbeitete Conrad auch für den Schweizer Architekten und Designer Alfred Roth (Wanderausstellung zeitgenössischer Schweizer Architektur 1951). 1952–54 entwarf Conrad Anzeigenwerbung für den deutsch-amerikanischen Möbelhersteller Knoll International von Florence und Hans Knoll.

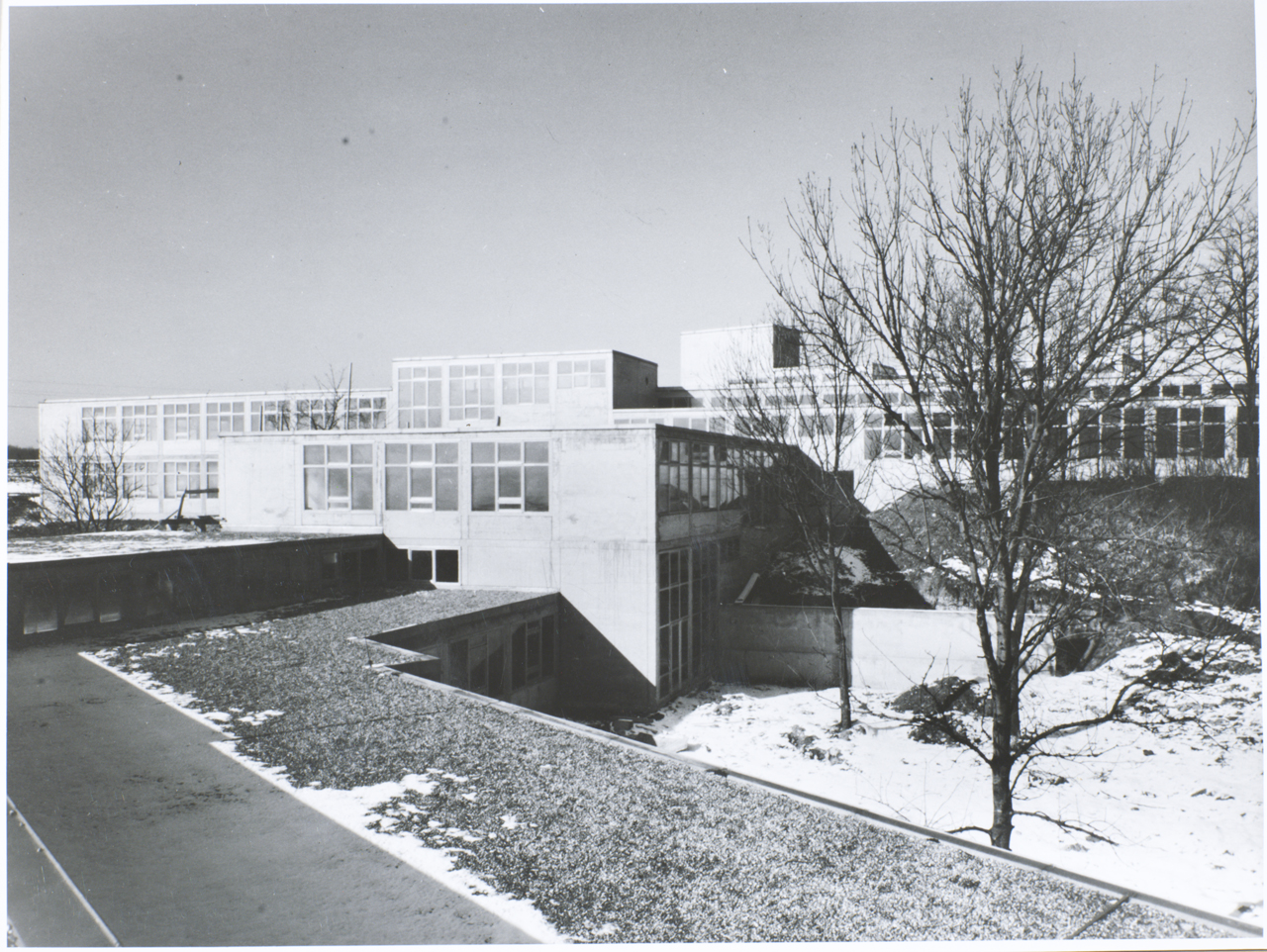
Hans G. Conrad (Foto): Hochschule für Gestaltung (HfG) Ulm, 1955. Architekt: Max Bill.

Durch Max Bill, der neben Otl Aicher und Inge Aicher-Scholl einer der Mitgründer der Hochschule für Gestaltung war, gelangte Conrad schon während der Gründungszeit der HfG, vermutlich ab 1. Dezember 1952, nach Ulm. Er war der erste Student der HfG: sein Studentenausweis war ab dem 1. Januar 1953 gültig, obwohl der offizielle Unterricht erst am 3. August 1953 begann.

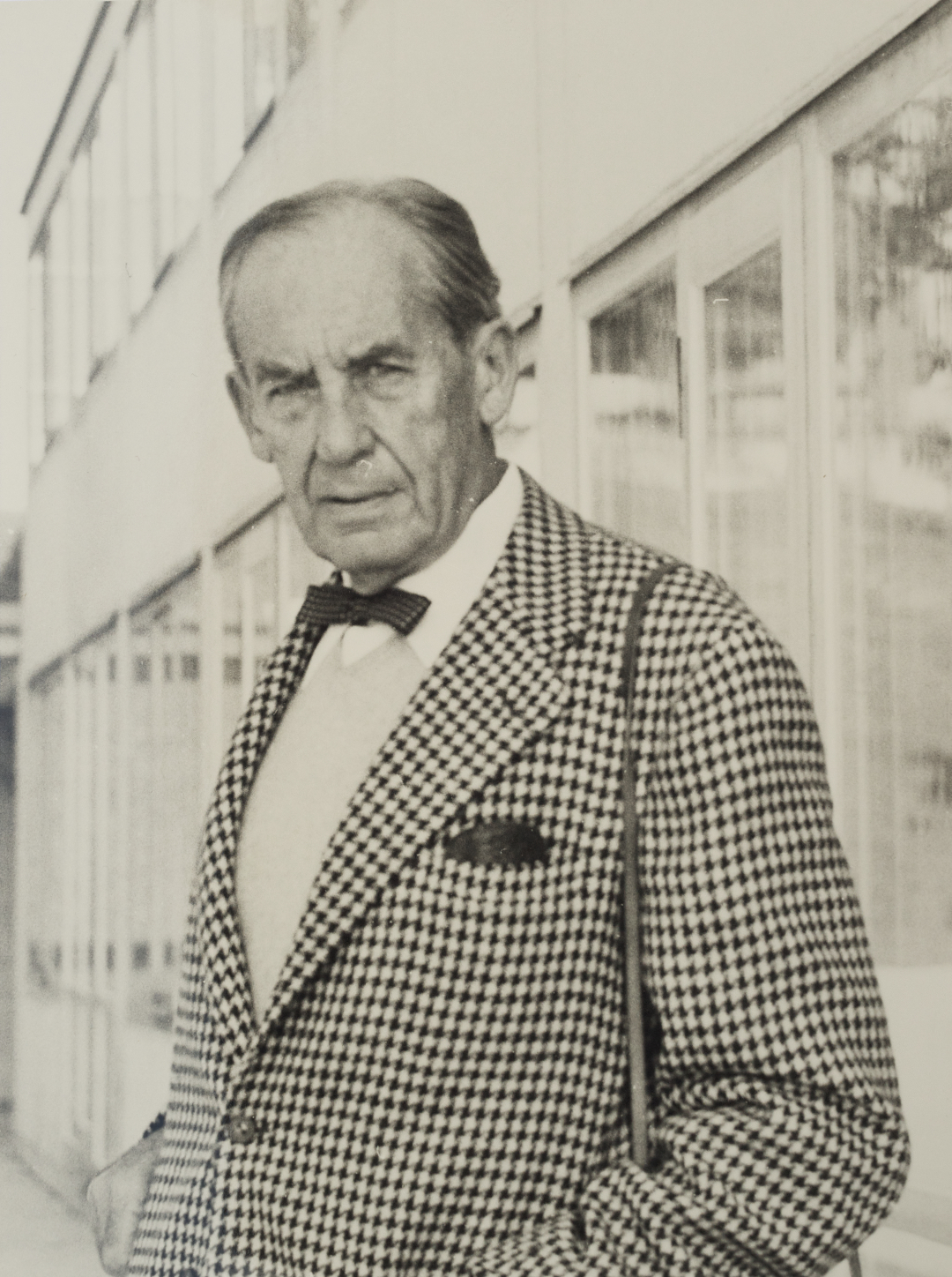
Hans G. Conrad (Foto): Walter Gropius auf der Terrasse der HfG Ulm am 1. Oktober 1955 während der Feier zur Einweihung der Gebäude.

Zuerst studierte er Produktgestaltung, dann Visuelle Kommunikation. In Ulm lernte Conrad seine erste Frau kennen, die HfG-Studentin Eva-Maria Koch. Gemeinsam mit Otl Aicher entwickelte Conrad das Ausstellungssystem für den Hersteller von Elektrogeräten Max Braun, das erstmals 1955 auf der Deutschen Rundfunk-, Phono- und Fernseh-Ausstellung in Düsseldorf eingesetzt wurde. In diesem gestalterischen Rahmen wurde 1956 die später Schneewittchensarg getaufte Phono-Radio-Kombination Phonosuper Braun SK 4 vorgestellt, die zu den einflussreichsten Design-Entwicklungen des 20. Jahrhunderts zählt (Entwurf: Hans Gugelot, Dieter Rams, Otl Aicher). Als Abschlussarbeit entwarf er einen Ausstellungs-Bus für Braun, der aber nicht realisiert wurde.
Ab 1958 arbeitete Conrad als Leiter der Messe- und Ausstellungsgestaltung bei Braun. 1962 übernahm er die Position des weltweiten Werbeleiters der Lufthansa. Er beauftragte Otl Aicher und dessen Entwicklungsgruppe E5 an der HfG Ulm damit, ein visuelles Erscheinungsbild für die Lufthansa zu entwickeln. Otl Aichers Konzept von 1962 gilt als Meilenstein für die Entwicklung rational hergeleiteter Corporate-Design-Konzepte und wird in seinen wesentlichen Elementen bis heute eingesetzt.

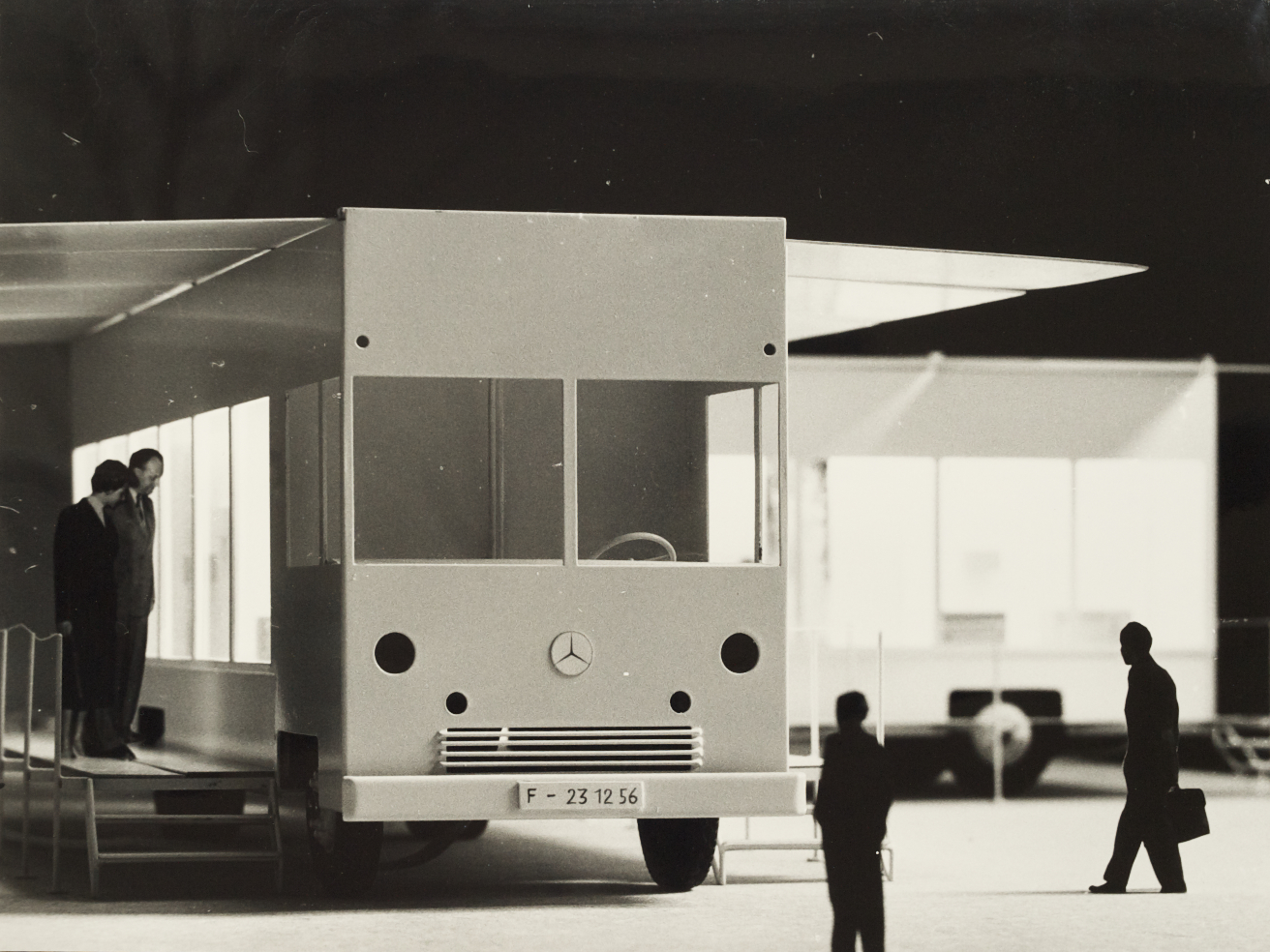
Hans G. Conrad (Entwurf und Foto): Ausstellungs-Bus für Braun, 1957

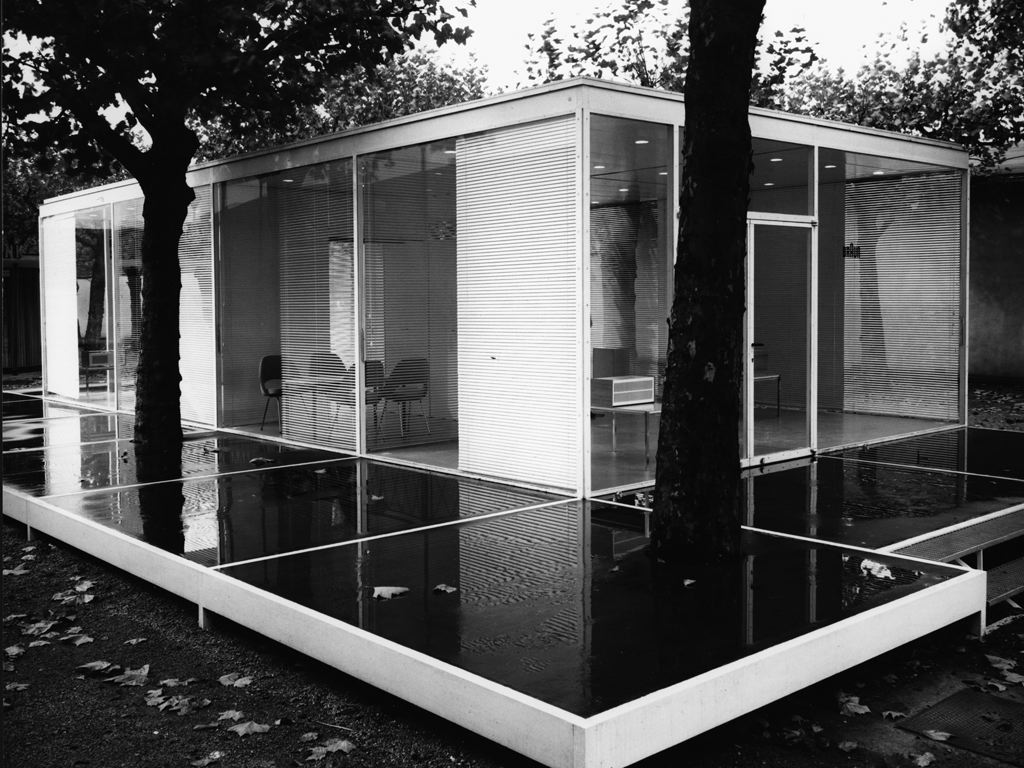
Hans G. Conrad (Foto): Freipavillon des Elektrogeräteherstellers Braun auf dem Gelände der Messe Frankfurt am Main, 1959

1969–72 war Conrad Mitglied im Ausschuss für Visuelle Gestaltung der Olympischen Spiele von München (Vorsitz: Anton Stankowski). Die Leitung der Abteilung XI (Visuelle Gestaltung) hatte Otl Aicher.
Ab 1970 war Conrad Mitglied der Chefredaktion des Kölner Wirtschaftsmagazins Capital (mit der heutigen Position eines Creative Director vergleichbar). Herausgeber der Zeitschrift war Adolf Theobald, ihr Chefredakteur bis 1974 Ferdinand Simoneit, ab 1974 Johannes Gross. Die Zeitschrift entwickelte sich unter dessen Führung zu einem der meinungsführenden Medien Deutschlands.
Im Januar 1989 verließ Conrad Capital. Im Oktober 1992 erlitt er einen Schlaganfall. Er starb nach längerer Krankheit am 26. Dezember 2003 in einem Pflegeheim in Köln-Rodenkirchen.